# Phía nam biên giới, phía tây mặt trời
Phía Nam biên giới, phía Tây mặt trời (国境の南、太陽の西 Kokkyō no minami, taiyō no nishi) là một tiểu thuyết xuất bản năm 1992 bởi Murakami Haruki. 

## Tựa đề
Nửa đầu tựa đề, "phía nam biên giới" (国境の南), dịch từ tên một ca khúc nhạc jazz nổi tiếng "South of the Border" được hát bởi Nat King Cole mà nhân vật chính Hajime nghe hồi còn nhỏ
Còn nửa sau tựa đề, "phía tây mặt trời" (太陽の西) ám chỉ tên một hội chứng của nhóm người Inuit có tên Piblokto, hay còn có tên chứng cuồng loạn Siberia.

## Quá trình sáng tác
Haruki viết tác phẩm này khi còn là một giảng viên tại trường Đại học Princeton.

## Nội dung
Vào thời điểm mà ở Nhật gia đình nào hầu như cũng đều có hai con trở lên thì Hajime và Shimamoto, cô gái bị tật một chân, là những đứa con một hiếm hoi. Nhờ danh con một mà hai người trở thành bạn của nhau, chia sẻ sở thích với nhau. Lên trung học, họ mỗi người một hướng vì khác trường do Shimamoto-san chuyển nhà. Hajime lúc này gặp và yêu Izumi, nhưng khao khát tính dục của tuổi trẻ đã khiến anh làm tổn thương cô khi làm tình nhiều lần trong suốt một khoảng thời gian với chị họ của Izumi. Sau khi chia tay, Hajime vào đại học và sau đó có một công việc ở nhà xuất bản đến khi gặp và kết hôn với Yukiko ở độ tuổi 30. Năm 37 tuổi, Hajime và Shimamoto-san gặp lại nhau sau 25 năm. Lúc này, Hajime đã là một ông chủ quán bar nhạc jazz có tiếng tại Aoyama, Tokyo và đã có gia đình hai con. Hai người lần đầu tiên đến với nhau như là một người đàn ông với một người đàn bà. Những cảm xúc sâu kín trong Hajime đã được Shimamoto khơi lại trong những lần gặp gỡ hiếm hoi trong một thời gian dài mà Shimamoto-san luôn biến mất hoàn toàn giữa những lần gặp đó. Tuy nhiên việc gặp gỡ này đã đặt Hajime vào một tình huống khó xử phải chọn lựa giữa gia đình hiện tại và một quá khứ đã xa. Cuối cùng, sau 1 đêm làm tình với nhau lần đầu tiên, Shimamoto-san đã biến mất hoàn toàn khỏi cuộc đời Hajime, và anh nhận ra dù cuộc đời có diễn ra thế nào, cuối cùng tất cả còn lại chỉ là sa mạc 

## Nhân vật
Hajime (始)
Nhân vật xưng "tôi" của tiểu thuyết. Sinh ngày 4 tháng 1 năm 1951, là con một trong gia đình. Hiện đang kinh doanh 2 quán bar nhạc jazz. Thích nghe nhạc và đọc sách. Luôn cảm thấy cô đơn vì không có ai hiểu mình như Shimamoto-san. Từng làm công việc nhàm chán ở nhà xuất bản sách đến khi gặp và cưới Yukiko
Shimamoto-san (島本さん Cô Shimamoto)
Bạn cùng lớp năm lớp 5 của Hajime. Cũng là con một, sống gần nhà của Hajime nên hai người trở thành bạn. Cũng thích nghe nhạc và đọc sách. Vì công việc của cha mẹ mà phải chuyển nhà đi nhiều lần nên cảm thấy vô cùng cô đơn. Thành tích học xuất sắc, lại chăm chỉ. Đặc điểm của Shimamoto-san mà Hajime nhớ nhất đó là cái chân bị tật của cô
Yukiko (有紀子)
Vợ của Hajime hiện tại. Nhỏ hơn Hajime 5 tuổi. Ngay từ lần đầu gặp, Hajime đã biết đây là người sẽ trở thành vợ mình. Là một người dịu dàng và sâu sắc. Có hai đứa con gái với Hajime.
Cha Yukiko (有紀子の父)
Giám đốc một công ty xây dựng. Một con người thạo nghề, tự sức mình vươn lên. Một con người thiết thực. Ông đã giúp đỡ Hajime trong việc mở quán bar
Ohara Izumi (大原イズミ)
Người yêu cũ thời cấp 3 của Hajime. Là một cô gái chân chất, hết lòng yêu Hajime nhưng nỗi lo sợ bị anh rời bỏ khiến cho 2 người chưa bao giờ thực sự làm tình. Họ chia tay khi Hajime chuẩn bị học đại học
Chị họ của Izumi (大原イズミの従姉)
Trên Hajime 2 tuổi và gặp cậu vào năm 3 cấp 3. Từng làm tình với Hajime rất nhiều lần, nhưng 2 người không bao giờ nói chuyện. Hajime đã nhận được thông báo khi chị họ của Izumi chết sau này

## Phát hành
Tiểu thuyết lần đầu phát hành vào tháng 10 năm 1992 tại Nhật bởi Kodansha. Truyện được Nhã Nam mua bản quyền vào năm 2007, dịch bởi Cao Việt Dũng từ tiếng Anh, phát hành bởi Nhà xuất bản Hội Nhà Văn và thường xuyên được tái bản.